# Antonio Anguera
Antonio Anguera Bernaus, né le 17 février 1921 à Térmens (province de Lérida, Espagne) et mort le 1er septembre 1993, est un footballeur espagnol qui évoluait au poste de défenseur.

## Biographie
Antonio Anguera débute avec le FC Barcelone lors de la saison 1940-1941, au cours de laquelle il joue 21 matchs de championnat. 
La saison suivante (1941-1942), il joue 14 matchs de championnat et remporte la Coupe d'Espagne.

## Palmarès
Avec le FC Barcelone :
- Vainqueur de la Coupe d'Espagne en 1942